# García de Eugui
García de Eugui (¿Eugui?, Reino de Navarra, s. XIV-c. 1409) fue un fraile agustino, obispo de Bayona, confesor de los reyes Carlos II de Navarra y Carlos III de Navarra, además de cronista navarro nacido a mediados del siglo XIV y fallecido entre 1408-1425, autor de una Crónica d'Espayña y de la Genealogía de los reyes de Navarra, redactada como apéndice de la primera, que va a constituir el primer intento de presentar una historia de Navarra propia: «escribió la que se considera como primera crónica navarra, al superar la mera estructura de anales reales, aunque sin llegar a la categoría de las obras de los otros reinos hispanos.»

## Biografía
Sin más datos que el proporcionado por su nombre se presume que pudo nacer en Eugui, nombre que adoptó como apellido, escrito de formas diferentes: Eugí, Euguí, Enguí, Huguí, Hengy, y Henguy. Algunos autores le denominan frere Gracie, Menendo García, Menéndez García o Garsias Hengy o Henguy. Consta que en 1358, siendo ya fraile agustino, recibió del infante don Luis, hermano del rey Carlos II de Navarra, una limosna para que pudiera estudiar en Castilla a donde volverá con cierta frecuencia, en alguna ocasión en misiones diplomáticas. En 1370 aparece documentado como prior de los agustinos de Pamplona y lector de teología en su colegio, a la vez que sirviendo al rey Carlos II en Normandía. Cinco años después, como compaignon y confesor del rey, se le otorgó una pensión anual de 30 francos de oro.
Tras la conspiración del rey de Castilla en 1376, que le costó la vida a Rodrigo de Úriz, persona muy cercana a Carlos II que había acordado con el castellano la entrega de las plazas de Tudela y Caparroso, Eugui jugó un importante papel en la respuesta navarra mediante la conspiración urdida para apoderarse de Logroño en 1378, entregando en mano al adelantado Pedro Manrique los 20.000 florines a cambio de los cuales había de entregar la ciudad. Alertados los castellanos por Carlos V de Francia, rival de Carlos II, las tropas navarras que se disponían a tomar la ciudad fueron masacradas y el ejército castellano entró en Navarra sin serias dificultades, plantándose a las puertas de Pamplona, al mismo tiempo que las tropas navarras, que buscaron decididamente el apoyo de los ingleses (que llegaron a guardar la plaza de Tudela con el capitán Thomas Tryuet), cabalgaban hasta Soria. La invasión concluyó con el tratado de Briones, por el que el ejército castellano se asentaba en algunos de los principales castillos navarros, ejerciendo su control sobre buena parte de la merindad de Estella, en tanto Navarra debía romper su alianza militar con Inglaterra y adherirse al papado cismático de Aviñón. Eugui no se vio afectado por este fracaso ni perdió la confianza de Carlos II, que en años sucesivos le encomendó nuevas misiones en Castilla recompensadas con diversas mercedes y la concesión de los diezmos de Echarri Aranaz en sustitución de la pensión que venía percibiendo.
Por mediación de Carlos II, fue nombrado en 1385 obispo de Bayona por Clemente VII, aunque nunca llegaría a tomar posesión de la sede, controlada por los ingleses, partidarios de Roma, debiéndose conformar con administrar su reducida diócesis desde San Juan Pie de Puerto al tiempo que proseguía con sus funciones de confesor y consejero en la corte. El mismo año viajó a Castilla donde el infante Carlos, heredero de la corona de Navarra y decidido partidario del papado de Aviñón y de la alianza con Francia, negociaba con Juan I de Castilla el tratado de El Espinar, por el que Navarra vería mejoradas las condiciones impuestas en el tratado de Briones a cambio de que Carlos II pusiera fin a la neutralidad que venía manteniendo en la disputa cismática.
Como invitado a la mesa del rey asistió en 1386 a la firma del tratado de Estella, con la cuestión del reconocimiento del papa de Aviñón todavía pendiente. Un año después murió Carlos II y Eugui fue designado ejecutor testamentario (albacea) y regidor del reino junto con Carlos de Beaumont, cargo que desempeñó durante tres semanas, hasta el regreso de Carlos III desde Castilla. Eugui continuó ejerciendo el cargo de confesor con el nuevo rey, que en 1388 le confirmó vitaliciamente los diezmos de Echarri. Su actividad en la corte, sin embargo, parece haberse visto drásticamente reducida hasta 1398, cuando con ocasión del nacimiento del infante Carlos, prematuramente fallecido, los documentos lo mencionan en la relación de sus tutores. Todavía en 1405, como obispo de Bayona, presidió los esponsales en Olite de Juana, heredera del trono navarro, y el primogénito del conde de Foix. Debió de morir, en fecha ignorada, poco más tarde, pues en 1409 ya se había designado un nuevo obispo de Bayona.

## Obras

### Crónica d’Espayña
Aunque existen dudas acerca del grado de su implicación personal en la redacción, García de Eugui aparece asociado a la composición de la Crónica d’Espayña o «canónicas (…) delos fechos que fueron fechos antigament en España», en cuyas líneas iniciales se declara que dichas canónicas «fizo escribir el reverent en Ihesu Xristo padre don fray Garçia de Eugui, obispo de Bayona». La crónica fue compuesta alrededor de 1387, año de la muerte del rey Carlos II de Navarra, que es la última fecha recogida en el manuscrito, aunque su redacción pudo iniciarse algo antes, habida cuenta de la escasa información que contiene acerca de los últimos años de este monarca. 
La crónica comienza con el esquema tradicional de las seis edades del mundo, interpolando fuentes bíblicas con el relato de las vidas de Hércules, Espan y Dido entre otros en su dimensión hispánica. La historia romana ocupa cerca de la mitad de la crónica, con especial atención a la tercera guerra púnica y la guerra civil entre Julio César y Pompeyo. El período visigótico se aborda con fuentes diversas, lo que provoca un salto de un siglo y la incorporación de reyes visigodos, entre ellos un Wamba segundo, que no aparecen en las crónicas castellanas. Tras la muerte de Rodrigo, con un planteamiento también original y basado en fuentes desconocidas, como también la blasfemia atribuida al rey Alfonso X de Castilla Eugui dedica un pequeño capítulo a tratar «delos peccados delos godos por que fueron destruidos», seguido de una isidoriana alabanza «delos bienes d'Espayña», «tierra que Dios bendixo & a quien dio sus donos», y de otra breve sección dedicada a los «males que sufrió Espayña» gobernada por «linage ageno» tras la conquista mahometana.
El político chileno Guillermo Eyzaguirre Rouse, abogado y maestro, conoció el manuscrito conservador en la Biblioteca de El Escorial

### Genealogía de los reyes de Navarra
La crónica sigue con el relato ordenado por reinados de los reyes de Asturias primero y luego de Castilla y León, hasta llegar al reinado de Alfonso XI de Castilla, concluyendo con la Genealogía de los Reyes de Navarra desde Íñigo Arista hasta Carlos II, en un esfuerzo consciente por crear una historia de Navarra diferenciada, aunque poco original en su información. Con todo esta «recreación genealógica de los reyes de Navarra de García de Eugui de 1387, marcaría el comienzo de una etapa», apunta Julia Pavón, lo que, en palabras de Carmen Orcástegui, se caracterizó «por ese espíritu de preserva de la memoria histórica de un reino.»
Es precisamente esta parte, a pesar de su brevedad —ocho folios en el manuscrito más primitivo y completo de la Crónica— la que despertó un mayor interés, conservándose con adiciones e independizada de la crónica general en nueve manuscritos por solo dos copias subsistentes del manuscrito completo, una en la Biblioteca de El Escorial, de principios del siglo XV, y otra algo posterior en la Biblioteca Nacional de España, con menos errores de transcripción que la primera pero más castellanizada en su vocabulario, prescindiendo de algunos rasgos lingüísticos navarros presentes en el ejemplar de El Escorial.
Las fuentes principales para Eugui son la Estoria de España alfonsí y el De rebus Hispaniae del navarro Rodrigo Jiménez de Rada, si bien no en su versión original latina sino en la traducción del siglo XIII conocida como Estoria de los godos. Entre las fuentes secundarias, alguna desconocida, puede destacarse el Libro de las generaciones, probablemente tanto en su versión original en aragonés como en su traslación castellana, valiéndose de ella especialmente para la sección final junto con las dos fuentes principales. Según Lazcano, la Crónica d'Espanyña «resulta imprescindible para el establecimiento de la tradición historiográfica medieval navarra».